# Darío Pavajeau Molina
Darío Pavajeau Molina es un político, ganadero, agricultor, gallero, gestor cultural de la música Vallenata,  folclorista y socialite colombiano, exdiputado de la Asamblea departamental del Cesar, ex-alcalde del municipio de Valledupar, miembro fundador del Festival de la Leyenda Vallenata en Valledupar y famoso por sus parrandas vallenatas.

## Familia
Pavajeau Molina es descendiente de Jean Pavajeau originario de la región de Nantes, Francia que luego emigró a la isla caribeña de Jamaica como ayudante de cirujano en el ejército de Napoleón. En la ciudad de Kingston se dedicó al comercio donde acumuló una fortuna. Durante la época de las Guerras Napoleónicas y la rebelión de las colonias españolas en el continente americano Pavajeau migró a Santa Marta. donde fue nombrado Cónsul de Francia en Cartagena de Indias. Luego, decidió trasladarse a Valledupar con su familia, donde se criaron su hijo Tomás y luego sus descendientes; su nieto Juan Bautista, su bisnieto Roberto y su tataranieto Darío.
Nació en el hogar del odontólogo Roberto Pavajeau y la patillalera Rita Molina. Es hermano de Armando, Juan, Roberto, María Esther y Cecilia Pavajeau Molina. Su hermana contrajo matrimonio con Armando Barros Baquero, quien fue gobernador del departamento del Cesar (1977-1978).
Pavajeau Molina contrajo matrimonio con María Elisa Baute. Sus hijos son Darío José "Ché", Silvia y Vicky Pavajeau Baute., su hija Vicky contrajo matrimonio con Giovanni Lanzoni-Paleotti.
Su casa es de las más reconocidas en Valledupar, debido a la gran cantidad de personalidades de talla nacional que la visita durante la temporada de Festival Vallenato en abril.

## Trayectoria

### Festival de la Leyenda Vallenata
Pavajeau Molina fue el más entrañable amigo del compositor de música vallenata Rafael Escalona Martínez, tal vez uno de los juglares más prolíficos del folclor. Junto a la amistad de Escalona, Gustavo Gutiérrez Cabello, Consuelo Araújo Noguera "La Cacica", Edgardo Maya Villazón y el entonces gobernador del departamento del Cesar, Alfonso López Michelsen, además de otras persnalidades, impulsaron la creación del Festival de la Leyenda Vallenata, ícono cultural colombiano. Pavajeau Molina es miembro fundador del Festival Vallenato.
En el marco de las celebraciones del Festival Vallenato en Valledupar, Darío Pavajeau y su esposa Baute invitaban a importantes políticos de la élite nacional a las celebraciones del festival, se hospedaban en su casa. Pavajeau agasajaba a sus invitados con abundante comida típica, whisky y amenizada con música vallenata, hospitalidad tradicional de la región.
Entre los agasajados estuvieron importantes personajes de la política nacional y la farándula colombiana, como Alfonso López Michelsen, Álvaro Cepeda Samudio, el Premio Nobel de Literatura Gabriel García Márquez y su esposa Mercedes Barcha, César Gaviria Trujillo y su esposa Milena Muñoz de Gaviria, Enrique Santos Montejo y su hijo Juan Manuel Santos, Daniel Samper y Ernesto Samper, entre otros. Las fiestas de música vallenata fueron amenizadas por los mejores exponentes del vallenato, en especial sus amigos el cantante Jorge Oñate y los acordeoneros Emilianito Zuleta y Colacho Mendoza, pero también todos los reyes coronados del Festival de la Leyenda Vallenata.

### Alcalde de Valledupar (1975-1977)
Pavajeau Molina fue nombrado alcalde del municipio de Valledupar en junio de 1975 en reemplazo de Miguel Meza Valera. Estuvo en el cargo hasta agosto de 1977 cuando fue remplazado por Camilo Lacouture Dangond.

### Diputado de la Asamblea departamental del Cesar
En 1983, siendo diputado de la Asamblea departamental del Cesar, Pavajeau fue sumado a las investigaciones por el caso de las cuentas bancarias de la Controlaría usadas para préstamos personales durante la administración del contralor general Aníbal Martínez Zuleta.

### Consejo Directivo de Corpocesar
Pavajeau Molina es uno de los doce miembros del Consejo Directivo de la Corporación Autónoma del Cesar (Corpocesar), entidad ambiental de la que es delegado del Presidente de la República.

## Honores
- Título Honoris Causa por sus aportes a la música del Cesar, otorgado por la Universidad Popular del Cesar (UPC).[20][21]